# Sundastraße
Die Sundastraße (ehemals Straße von Bantam) ist eine Meerenge zwischen den indonesischen Inseln Sumatra und Java.

## Beschreibung
Die Sundastraße ist rund 200 km lang und an ihrer schmalsten Stelle weniger als 30 km breit und im Allgemeinen 50 bis 65 Meter tief.
In der Meeresstraße liegen mehrere Inseln, darunter die durch den Vulkanausbruch von 1883 bekannte Insel Krakatau. Neben der Straße von Malakka ist sie die wichtigste Verbindung vom Südchinesischen Meer in den Indischen Ozean und von dementsprechend wichtiger Bedeutung für die Schifffahrt. Durch das Aufkommen der Insel Krakatau wurden die Tiefenverhältnisse der Sundastraße völlig verändert. Zwischen Krakatau und der Insel Sebesie wurde das Meer flacher (18 Meter Tiefe), südöstlich und östlich von Krakatau wurde es tiefer. Größere Tiefen von 80 bis 100 Metern liegen östlich von Krakatau und westlich von Dwars.

## Geschichte
In der Nacht vom 28. Februar zum 1. März 1942 kam es hier zur Schlacht in der Sundastraße als Teil des Pazifikkrieges zwischen japanischen und US-amerikanischen Schiffen, die die Landung der Japaner auf der Insel Java verhindern wollten. Die Schlacht endete mit einem Sieg Japans, das mit der Houston und der Perth die letzten beiden großen Schiffe der alliierten ABDA-Flotte versenkte.
In den 2000er Jahren wurde eine 30 km lange Hängebrücke über mehrere Inseln der Sundastraße geplant, die den Straßen- und Schienenverkehr Javas mit dem Sumatras verbinden sollte.